# François-Jean Daillant de La Touche
François-Jean Daillant de La Touche, né le 20 novembre 1744 à Quintin et mort le 7 janvier 1827 au Kremlin-Bicêtre, est un littérateur français.
Fils d’un chirurgien, Daillant monta fort jeune à Paris et se lia avec Fréron, le fondateur de l'Année littéraire dont il devint l’un des collaborateurs. Indépendamment de sa coopération à ce périodique, on lui attribue divers écrits de nature diverse.
Rivarol a persiflé Daillant dans son Petit dictionnaire des grands hommes de la révolution par un citoyen actif, ci-devant rien, année 1788, p. 65. Les débordements de Daillant le jetèrent dans I’indigence. Kératry, qui était venu plus d’une fois à son secours, obtint son entrée, le 13 janvier 1816, à Bicêtre, où l’infortuné littérateur ne fut que tгор heureux de trouver un asile où il devait mourir.

## Publications
- Éloge de Molière, Paris, Prault fils, 1769, in-8°.
- Apologie des Arts. Lettre à Duclos, Paris, Monory, 1772, in-8°.Diatribe contre la noblesse ignorante mélangeant vérités et injures.
- Lettre à M***, sur un ouvrage intitulé « Essai sur le caractère des femmes, par M. Thomas », Londres et Paris, Prault, 1772, in-8°.Critique dure mais sensée.
- Contes en vers, Paris, Valleyre, 1783, in-12, 143 p.
- Les Caprices poétiques, Londres et Paris, Clousier, 1784 in-18, 124 p.
- L’Enfant prodigue, poème en IV chants. Genève et Paris, Brunet, 1785, in-8°, 126 p.Le long fragment de ce poème, que Campenon cite dans une note du chant premier de son Enfant prodigue, atteste chez Daillant de la Touche, une poésie insipide et sans couleur biblique.
- Abrégé des ouvrages d’Emmanuel Swedenborg, contenant la doctrine de la Jérusalem céleste, précédé d’un discours où l’on examine la vie de l’auteur, le genre de ses écrits et leur rapport au temps présent, Strasbourg et Paris, Treuttel, 1788, in-8°.

## Pour approfondir